# Caetano José Teixeira
Caetano José Teixeira ComC (Porto, Portugal, c. 1760 – Alcântara, Maranhão, 1818 ou 1819) foi um grande comerciante e escravagista português da época do Brasil colonial, e grande proprietário de terras no Maranhão.

## Biografia
Caetano José nasceu na cidade do Porto, em Portugal, por 1760, filho de Francisco José Teixeira e de Francisca Gonçalves, comerciantes de grosso trato. Chegou cerca de 1788 ao Maranhão, mantendo alguns negócios na cidade do Porto.
Em 23 de fevereiro de 1788, recebeu de sesmaria uma légua de comprido e três de fundo no rio Mearim, a fim de estabelecer lavouras, declarando em seu requerimento que ainda não possuía terras, indiciando que havia chegado ao Brasil pouco antes dessa data. A 13 de fevereiro de 1793 requereu ao príncipe regente, D. João, carta de confirmação da sesmaria, localizada na parte direita do rio Grajau.
Em 1790, casou em Alcântara com Rosa Maria Serra, nascida por 1770, filha de Bertolo de Deus Dourado.
Em 26 de julho de 1790, é-lhe concedido alvará de "tutto acesso", na ausência de carta de seguro, para não ser preso por uma querela que se levantou contra si, solicitando ainda alvará de fiança para se livrar da mesma.
Em 19 de outubro de 1799, obteve licença real de passaporte para seu filho Honório José Teixeira, então com nove anos de idade, para que este fosse estudar para Lisboa, para lá seguindo a bordo da galera "Ninfa do Mar", do capitão Joaquim Adrião Rosendo.
Em 1806, Caetano José Teixeira adquire uma área de terra denominada São Roque, a qual após sua morte foi vendida por um de seus herdeiros. A área de São Roque fazia parte do Pericumã, tendo sido desmembrada da vila de São José de Guimarães em 1860, originando a freguesia de São Lourenço de Pericumã, e mais tarde dando origem ao município de Pinheiro.
No mesmo ano, protocolou petição cobrando dos herdeiros do governador e capitão-general do Maranhão, Aires Carneiro Homem de Souto Maior, que havia falecido com dívidas ao requerente.
Foi grande latifundiário, chegando a fundar no Maranhão 36 feitorias, onde trabalhavam dois mil escravos, segundo informa o deputado maranhense Francisco Gonçalves Martins, em discurso na Assembleia Geral do Império, em julho de 1826: Ainda há poucos anos faleceu um grande proprietário da província do Maranhão, que deixou um casal de mais de 4 milhões de cruzados; e tendo este homem feito um grande estabelecimento de lavoura, apenas conseguiu cultivar 36 feitorias e nisso empregou 2.000 escravos; e de certo que semelhantes estabelecimentos lhe absorveram mais de seiscentos contos de réis, e talvez oitocentos contos; eis pois um exemplo prático, e de um proprietário bem estabelecido na província, qual foi Caetano José Teixeira.
Morreu em 1818 ou 1819, na cidade de Alcântara, no Maranhão, onde residia.
Entre os seus filhos contam-se o comendador e coronel de milícias Honório José Teixeira (1790 – 28.9.1849) que estudou em Lisboa e Londres, e continuou os negócios do pai. Foi um dos baluartes da Independência no Maranhão, sendo um político ativo durante a adesão do Maranhão ao movimento da Revolução do Porto; e Maria Teresa Teixeira Vieira Belfort, casada com o coronel José Joaquim Vieira Belfort (4.3.1770 – 28.9.1838), os quais foram pais de Antônio Raimundo Teixeira Vieira Belfort, Barão de Gurupi.

### Carreira comercial
A partir de cerca de 1790, Caetano José Teixeira começa a estabelecer filiais de suas casas comerciais no Maranhão. Com o tempo veio a amealhar grande fortuna, tornando-se "um dos principais comerciantes de escravos, importante credor do erário e representante do Banco do Brasil no Maranhão".
Foi tesoureiro da Real Junta de Comércio, Agricultura, Fábricas e Navegação do Brasil e Domínios Ultramarinos, criada em 1809 pelo príncipe regente, futuro rei João VI de Portugal, que no Maranhão apenas veio a funcionar em 1811. Era responsável pelos impostos recolhidos, dividindo essa tarefa com outro importante nome dos negócios desse período, José Gonçalves da Silva, o Barateiro, o maior negociante do Maranhão no início do século XIX e o mais opulento banqueiro daquele período.
Foi um influente negociante do Maranhão, proprietário de uma companhia comercial com avultadas transações no fim do período colonial, e no início do Império, entre finais do século XVIII e inícios do XIX. Seus negócios foram descritos no periódico Pacotilha de 2 de setembro de 1886, em um artigo denominado "Variedades Históricas do Maranhão", tomando por fonte um antigo livro manuscrito com relatos sobre a “Casa de Comércio” de Caetano no ano de 1801, achado em uma cesta de papéis “inutilizados” na fábrica de folguedos de um dos netos de Caetano, Guilherme José Teixeira, filho de Honório José Teixeira. A sua casa comercial realizava amplas transações comerciais que incluíam a compra e venda de mercadorias em Portugal, o transporte e venda de escravos, tanto africanos como ladinos adquiridos em menor preço em Pernambuco e depois revendidos com lucro excessivo.
Em 1807, encontram-se referências às apreensões dos grandes comerciantes com relação à remessa de mercadorias para Lisboa, diante do ultimato francês para que Portugal fechasse seus portos aos navios ingleses, havendo então intensa a correspondência entre Caetano José Teixeira e seus sócios de Lisboa e do Porto, buscando inteirar-se dos fatos, e com o seu sócio Francisco Pedro Ardasse, de Belém do Pará, para quem repassava as informações privilegiadas que recebia do reino, orientando que continuasse a negociar, mas que evitasse a remessa imediata para a Europa.
Era proprietário de uma embarcação denominada "Victória", que navegava para o Cacheu, no tráfico de escravos, e da embarcação "São Pedro Águia", da qual era capitão Teodósio da Costa. Entre 1817 e 1818 este navio viajou do Rio de Janeiro para Angola, a fim de recolher escravos, seguindo para o Maranhão em outubro de 1819. Durante a viagem os escravos revoltaram-se, matando quase todos os brancos, ficando vivos somente dois pilotos e alguns marinheiros. O navio acabaria por ser dominado por uma escuna espanhola, tendo morrido cerca de trezentos escravos. Voltou depois a Angola para recolher mais escravos, seguindo depois para o Maranhão.
O pai da escritora maranhense Maria Firmina dos Reis, João Pedro Esteves, era sócio da companhia comercial de Caetano José Teixeira, e a própria mãe da escritora, Leonor Felipa, havia sido uma de suas escravas.
Era notório desafeto do também esclavagista Antônio José Meirelles, descrito pela historiadora Antonia Mota como "o segundo maior negociante da praça mercantil de São Luís".

### Filantropia
Caetano José Teixeira foi também um filantropo, tendo concorrido de boa vontade em 1810, “para as urgências do Estado, com diferentes donativos e ofertas de valor”. Por este motivo, o príncipe regente D. João concedeu-lhe a comenda do Hábito de Cristo, com doze mil réis de tença.

Em 18 julho de 1815, doou quinhentos mil réis para o resgate dos cidadãos portugueses que se encontravam cativos em Argel.